# František Musil
František "Frank" Musil, född 17 december 1964, är en tjeckisk före detta professionell ishockeyspelare som tillbringade 13 säsonger i den nordamerikanska ishockeyligan National Hockey League (NHL), där han spelade för ishockeyorganisationerna Minnesota North Stars, Calgary Flames, Ottawa Senators och Edmonton Oilers. Han producerade 140 poäng (34 mål och 106 assists) samt drog på sig 1 241 utvisningsminuter på 797 grundspelsmatcher. Han spelade också på lägre nivåer för HC Pardubice och HC Dukla Jihlava i Extraliga (Tjeckoslovakien), HC Sparta Prag i Extraliga (Tjeckien), EHC Lausitzer Füchse i Deutsche Eishockey Liga (DEL), Indianapolis Ice och Detroit Vipers i International Hockey League (IHL) och HC Karlovy Vary och HC Dukla Jihlava i 1. česká hokejová liga (1. liga).
Musil draftades i andra rundan i 1983 års draft av Minnesota North Stars som 38:e spelaren totalt.
Han är gift med den före detta tennisspelaren Andrea Holíková och de har tre barn tillsammans, där deras äldste son David tillhör NHL-organisationen Edmonton Oilers och spelar för Oklahoma City Barons i American Hockey League (AHL). Hans fru Andrea är släkt med de före detta ishockeyspelarna Jaroslav Holík (far), Bobby Holík (bror) och Jiří Holík (farbror).
Musil har arbetat som amatörscout för Edmonton Oilers sedan 2000 och gjorde inhopp på bänken för Tjeckiens herrlandslag i ishockey för världsmästerskapen i ishockey 2006 och olympiska vinterspelen 2014.

## Statistik
| Källa: Utv = Utvisningsminuter     | Källa: Utv = Utvisningsminuter     | Källa: Utv = Utvisningsminuter     |             | Grundserie  | Grundserie  | Grundserie  | Grundserie  | Grundserie  |             | Slutspel    | Slutspel    | Slutspel    | Slutspel    | Slutspel    |
| Säsong                             | Lag                                | Liga                               | Matcher     | Mål         | Assist      | Poäng       | Utv         | Matcher     | Mål         | Assist      | Poäng       | Utv         |             |             |
| ---------------------------------- | ---------------------------------- | ---------------------------------- | ----------- | ----------- | ----------- | ----------- | ----------- | ----------- | ----------- | ----------- | ----------- | ----------- | ----------- | ----------- |
| 1980–1981                          | HC Pardubice                       | Extraliga (Tjeckoslovakien)        | 2           | 0           | 0           | 0           | 0           | —           | —           | —           | —           | —           |             |             |
| 1981–1982                          | HC Pardubice                       | Extraliga (Tjeckoslovakien)        | 35          | 1           | 3           | 4           | 34          | —           | —           | —           | —           | —           |             |             |
| 1982–1983                          | HC Pardubice                       | Extraliga (Tjeckoslovakien)        | 33          | 1           | 2           | 3           | 44          | —           | —           | —           | —           | —           |             |             |
| 1983–1984                          | HC Pardubice                       | Extraliga (Tjeckoslovakien)        | 37          | 4           | 8           | 12          | 72          | —           | —           | —           | —           | —           |             |             |
| 1984–1985                          | HC Dukla Jihlava                   | Extraliga (Tjeckoslovakien)        | 44          | 4           | 6           | 10          | 76          | —           | —           | —           | —           | —           |             |             |
| 1985–1986                          | HC Dukla Jihlava                   | Extraliga (Tjeckoslovakien)        | 34          | 4           | 7           | 11          | 42          | —           | —           | —           | —           | —           |             |             |
| 1986–1987                          | Minnesota North Stars              | NHL                                | 72          | 2           | 9           | 11          | 148         | —           | —           | —           | —           | —           |             |             |
| 1987–1988                          | Minnesota North Stars              | NHL                                | 80          | 9           | 8           | 17          | 213         | —           | —           | —           | —           | —           |             |             |
| 1988–1989                          | Minnesota North Stars              | NHL                                | 55          | 1           | 19          | 20          | 54          | 5           | 1           | 1           | 2           | 4           |             |             |
| 1989–1990                          | Minnesota North Stars              | NHL                                | 56          | 2           | 8           | 10          | 109         | 4           | 0           | 0           | 0           | 14          |             |             |
| 1990–1991                          | Minnesota North Stars              | NHL                                | 8           | 0           | 2           | 2           | 23          | —           | —           | —           | —           | —           |             |             |
|                                    | Calgary Flames                     | NHL                                | 67          | 7           | 14          | 21          | 160         | 7           | 0           | 0           | 0           | 10          |             |             |
| 1991–1992                          | Calgary Flames                     | NHL                                | 78          | 4           | 8           | 12          | 103         | —           | —           | —           | —           | —           |             |             |
| 1992–1993                          | Calgary Flames                     | NHL                                | 80          | 6           | 10          | 16          | 131         | 6           | 1           | 1           | 2           | 7           |             |             |
| 1993–1994                          | Calgary Flames                     | NHL                                | 75          | 1           | 8           | 9           | 50          | 7           | 0           | 1           | 1           | 4           |             |             |
| 1994–1995                          | Calgary Flames                     | NHL                                | 35          | 0           | 5           | 5           | 61          | 5           | 0           | 1           | 1           | 0           |             |             |
|                                    | HC Sparta Prag                     | Extraliga (Tjeckien)               | 19          | 1           | 4           | 5           | 30          | —           | —           | —           | —           | —           |             |             |
|                                    | EHC Lausitzer Füchse               | DEL                                | 1           | 0           | 0           | 0           | 2           | —           | —           | —           | —           | —           |             |             |
| 1995–1996                          | Ottawa Senators                    | NHL                                | 65          | 1           | 3           | 4           | 85          | —           | —           | —           | —           | —           |             |             |
|                                    | HC Karlovy Vary                    | 1. liga                            | 16          | 7           | 4           | 11          | 16          | —           | —           | —           | —           | —           |             |             |
| 1996–1997                          | Ottawa Senators                    | NHL                                | 57          | 0           | 5           | 5           | 58          | —           | —           | —           | —           | —           |             |             |
| 1997–1998                          | Edmonton Oilers                    | NHL                                | 17          | 1           | 2           | 3           | 8           | 7           | 0           | 0           | 0           | 6           |             |             |
|                                    | Indianapolis Ice                   | IHL                                | 52          | 5           | 8           | 13          | 122         | —           | —           | —           | —           | —           |             |             |
|                                    | Detroit Vipers                     | IHL                                | 9           | 0           | 0           | 0           | 6           | —           | —           | —           | —           | —           |             |             |
| 1998–1999                          | Edmonton Oilers                    | NHL                                | 39          | 0           | 3           | 3           | 34          | 1           | 0           | 0           | 0           | 2           |             |             |
| 1999–2000                          | Spelade ej.                        | Spelade ej.                        | Spelade ej. | Spelade ej. | Spelade ej. | Spelade ej. | Spelade ej. | Spelade ej. | Spelade ej. | Spelade ej. | Spelade ej. | Spelade ej. | Spelade ej. | Spelade ej. |
| 2000–2001                          | Edmonton Oilers                    | NHL                                | 13          | 0           | 2           | 2           | 4           | —           | —           | —           | —           | —           |             |             |
| 2001–2002                          | HC Dukla Jihlava                   | 1. liga                            | 3           | 0           | 1           | 1           | 54          | 13          | 0           | 2           | 2           | 47          |             |             |
| NHL totalt                         | NHL totalt                         | NHL totalt                         | 797         | 34          | 106         | 140         | 1241        | 42          | 2           | 4           | 6           | 47          |             |             |
| Extraliga (Tjeckoslovakien) totalt | Extraliga (Tjeckoslovakien) totalt | Extraliga (Tjeckoslovakien) totalt | 185         | 14          | 26          | 40          | 268         | —           | —           | —           | —           | —           |             |             |
| IHL totalt                         | IHL totalt                         | IHL totalt                         | 61          | 5           | 8           | 13          | 128         | —           | —           | —           | —           | —           |             |             |
| 1. liga totalt                     | 1. liga totalt                     | 1. liga totalt                     | 19          | 7           | 5           | 12          | 70          | 13          | 0           | 2           | 2           | 47          |             |             |